# Der Volksfreund (Schweizer Tageszeitung)
Der Volksfreund war eine Schweizer Tageszeitung, die von 1878 bis 1997 beziehungsweise 2001 im Untertoggenburg erschien. Die Zeitung war ein Produkt der ehemaligen Druckerei Flawil (heute Galledia).
Die 1878 gegründete Zeitung war ein Publikationsmittel für die Gemeinden des ehemaligen St. Galler Bezirks Untertoggenburg und war amtliches Publikationsorgan der Gemeinden Flawil und Degersheim. Es löste den 1868 bis 1878 erschienenen Anzeiger Samstagsblatt ab. 1894 bis 1899 war Victor Hardung Redaktor des Volksfreunds.
1998 wurden der FDP-nahe Volksfreund und die Wiler Zeitung, das die Druckerei Zehnder 1962 an die Druckerei Flawil verkauft hatte, unter dem neuen Namen Die Wiler Zeitung – Der Volksfreund vereinigt. Hintergrund der Vereinigung war eine Kooperation mit dem St. Galler Medienhaus Zollikofer, das das St. Galler Tagblatt herausgab. Während der Regionalteil weiterhin eigenständig ist, wird der Mantel seither vom St. Galler Tagblatt bezogen. Im Gegenzug wurde die Wiler Regionalausgabe des Tagblatts eingestellt, die Abonnenten gingen an die Druckerei Flawil über. Die Wiler Zeitung – Der Volksfreund kannte zwei Lokalausgaben, eine für Flawil, Uzwil und Wil und eine für das Hinterthurgau. Seit 2002 heisst die Zeitung nur mehr Wiler Zeitung, der Titel Volksfreund wurde aufgegeben.
2014 übernahm die St. Galler Tagblatt AG, Teil der NZZ-Mediengruppe, die Rechte an der Wiler Zeitung; nachdem sich bereits Tamedia erfolglos darum bemüht hatte.